# 유하영
유하영(劉河渶, 1974년 9월 6일~)은 대한민국의 미스코리아 출신 배우이다.

## 주요 이력
1992년 미스코리아 진(眞)으로 당선되며 배우 데뷔하였다.

## 학력
- 대원여자고등학교 졸업
- 동국대학교 연극영화과

## 출연 작품

### 드라마
- 1993년 KBS1 《당신이 그리워질때》
- 1995년 SBS 《사랑의 찬가》
- 1997년 MBC 《욕망》

### 방송
- 1994년 KBS2 《퀴즈탐험 신비의 세계》
- 1994년 KBS2 《TV는 사랑을 싣고》
- 1997년 MBC 《퀴즈 영화탐험》
- 1997년 SBS 《토요미스테리극장》
- 2010년 KBS1 《체험 삶의 현장》